# ITunes Live from SoHo (EP de Adele)
iTunes Live from SoHo es el EP debut de la cantante y compositora inglesa Adele. Fue publicado el 3 de febrero de 2009 en los Estados Unidos. El EP llegó al número 105 en los Estados Unidos Billboard 200.

## Lista de canciones
| N.º | Título                             | Duración |  |
| 1.  | «Crazy for You»                    | 4:35     |  |
| 2.  | «Right As Rain»                    | 3:42     |  |
| 3.  | «Make You Feel My Love»            | 4:13     |  |
| 4.  | «Melt My Heart to Stone»           | 3:22     |  |
| 5.  | «Hometown Glory»                   | 3:57     |  |
| 6.  | «Chasing Pavements»                | 3:47     |  |
| 7.  | «Fool That I Am»                   | 2:30     |  |
| 8.  | «That's It, I Quit, I'm Moving On» | 2:23     |  |

## Posicionamiento en listas
| Lista (2011)     | Mejor posición |
| ---------------- | -------------- |
| US Billboard 200 | 105            |

## Historial de lanzamientos
| Región         | Fecha                | Formato          | Discográfica  |
| -------------- | -------------------- | ---------------- | ------------- |
| Estados Unidos | 3 de febrero de 2009 | Descarga digital | XL Recordings |